# Liste der Mitglieder der American Academy of Arts and Sciences/1840
Im Jahr 1840 wählte die American Academy of Arts and Sciences 10 Personen zu ihren Mitgliedern.

## Neugewählte Mitglieder
- Uriah Atherton Boyden (1804–1879)
- Charles Cramer (1799–1879)
- Joseph Henry (1797–1878)
- Charles Morris (1784–1856)
- Roderick Impey Murchison (1792–1871)
- Daniel Oliver (1787–1842)
- William Hickling Prescott (1796–1859)
- Charles Storer Storrow (1809–1904)
- William Vaughan (1752–1850)
- Charles Wilkes (1798–1877)